# Landeszentrale für politische Bildung Bremen
Die Landeszentrale für politische Bildung Bremen (LzpB) ist eine überparteiliche, staatliche Einrichtung für die politische Bildung in der Freien Hansestadt Bremen. Die 1963 gegründete Einrichtung ist die kleinste ihrer Art in der Bundesrepublik.

## Geschichte
Die Landeszentrale für politische Bildung Bremen ist als Landesbehörde eine nichtrechtsfähige Anstalt des öffentlichen Rechts, zudem in ihrer inhaltlichen Arbeit frei und politisch unabhängig. Über die Arbeit wacht ein Beirat, in dem Wissenschaftler und Politiker unterschiedlicher Fraktionen sitzen. Die Landeszentrale für politische Bildung Bremen nahm 1963 ihre Arbeit auf. Die Gründung folgte aus einem Beschluss der Ministerpräsidenten der deutschen Länder im Februar 1954, für jedes Bundesland eine eigene Landeszentrale für politische Bildung einzurichten.
Aktuell wird die Landeszentrale durch den Organisationserlass der Senatskanzlei vom 3. März 2008 konstituiert.

## Ziel
Die Aufgabe der Landeszentrale ist es, zur individuellen und institutionellen Verstetigung demokratischer Prozesse beizutragen. Dabei setzt sie auf die Kooperation mit zahlreichen anderen Trägern der politischen Bildung und will deren Aktivitäten vernetzen. In ihrem Selbstverständnis versteht sie sich als aktiver Teil der Zivilgesellschaft in Bremen und Bremerhaven.
Die Zielgruppe sind Staatsbürger, die sich ihrer Rolle in Staat und Gesellschaft bewusst sind und eigenverantwortlich beim Ausbau und der Verteidigung der demokratischen Werte und Institutionen mitwirken. Die Menschen sollen zu solidarischem Verhalten in der Bürgergesellschaft befähigt werden.

## Organisation
Seit 2008 wird die Programmarbeit der Landeszentrale von einem Beirat mit beratender Funktion begleitet. Er soll die Überparteilichkeit des Angebots sicherstellen. Er ist an der Festlegung der Arbeitsschwerpunkte beteiligt. Auf Vorschlag der Bremischen Bürgerschaft beruft die Senatskanzlei jeweils für die Dauer einer Legislaturperiode je ein Mitglied jeder Fraktion in den Beirat. Zusätzlich werden bis zu fünf sachverständige Vertreter der Sozialpartner und der Wissenschaft sowie Vertreter der Senatskanzlei und des Magistrats der Stadtgemeinde Bremerhaven berufen.

## Publikationen
Die Landeszentrale unterhält einen Informationsladen, in dem Publikationen zur politischen Bildung ausgegeben werden. Die Landeszentrale veröffentlicht zusätzlich eigene Publikationen zum politischen System in der Hansestadt.